# 方姫
方姫（かたひめ、1774年3月6日（安永3年1月24日） - 1794年2月19日（寛政6年1月20日））は、江戸時代中期の女性。水戸藩第7代藩主・徳川治紀の御簾中。父は徳川重倫。養父は徳川治貞。院号は恭嶽院。別名は達子、常子。諡は恭穆夫人。

## 生涯
紀州藩主・徳川重倫の五女として生まれ、後に徳川治貞の養女となる。母は伊藤四郎右衛門の娘・慈譲院。寛政2年（1790年）4月9日に水戸藩主の世子（嗣子）であった徳川治紀の正室となった。治紀との間にもうけた二女（栢姫・綏姫）は実際は妾腹（側室の子）。
寛政6年（1794年）1月痘瘡に罹患し、20日に死去。享年21歳。続いて治紀自身も痘瘡に罹患。これは快癒したものの、同年3月に栢姫、7月に綏姫が相次いで死去した。治紀はまだ22歳と若かったが、以後正室を置くことはなく、側室との間に子をもうけた。
治紀の子・9代藩主の斉昭は、藩主となった後に積極的に種痘推進政策を行ったが、その背景に、祖父や父から一家を襲った痘瘡の恐ろしさを聞かされていたのではないか、と『水戸藩医学史』は書いている。